# Olvés
Olvés es un municipio y localidad española de la provincia de Zaragoza, en la comunidad autónoma de Aragón. El término municipal tiene una población de 111 habitantes (INE 2024).

## Historia
Hacia mediados del siglo XIX, el lugar tenía contabilizada una población de 375 habitantes. Aparece descrito en el decimosegundo volumen del Diccionario geográfico-estadístico-histórico de España y sus posesiones de Ultramar de Pascual Madoz de la siguiente manera:

OLBÉS: l. con ayunt. de la prov. y aud. terr. de Zaragoza (14 leg.), c. g. de Aragón, part. jud. de Calatayud (3), dióc. de Tarazona (20). sit. á la izq. del r. Jiloca media hora dist. de este en terreno algo escabroso; le baten los vientos del N. y E. Su clima es templado y saludable. Tiene 70 casas, que forman 6 calles y 2 plazas; las del ayunt. y cárcel; escuela de niños concurrida por 32; igl. parr. (Ntra. Sra. de la Asuncion), servida por 5 beneficiados que forman el capitulo ecl.; 3 ermitas (Ntra. Sra. del Milagro, San Gregorio y San Roque), y un cementerio junto á la igl. parr. Los vecinos se surten de una fuente que hay dentro de la pobl. de aguas delgadas y saludables. Confina el térm. por N. y E. con Maluenda; S. Alarba, y O. Munebrega. Su estension es de una leg. en todas direcciones. Al O. del pueblo hay un monte de propios con espeso chaparral, una deh. de pasto y algunas fuentes manantiales. El terreno es secano y de mediana calidad. Los caminos son locales y en buen estado. El correo se recibe de Calatayud por balijero tres veces á la semana. prod.: vino, cebada y centeno; mantiene ganado lanar, y hay caza de perdices, liebres y algun conejo. ind.: la agrícola; hay 3 tiendas abacerías. pobl.: 84 vec., 375 alm.; cap. prod. 1.261,200 rs.; imp.: 74,100; contr.: 16,078.
(Madoz, 1849, p. 232)

## Demografía
Olvés cuenta con una población de 111 habitantes (INE 2024).
| Gráfica de evolución demográfica de Olvés entre 1842 y 2021                                                                                                |
| |
| Población de derecho según los censos de población del INE Población de hecho según los censos de población del INEEn este censo se denominaba Olver: 1842 |

## Economía
Olvés es un pueblo agrícola que, por su situación geográfica y su altitud de 807 m y 926 m en el punto más alto, tiene unas características especiales para el cultivo de ciertas variedades agrícolas. Tiene una superficie de aproximadamente 2500 ha, de las cuales 500 ha son pinares, 1500 ha tierras de cultivo y el resto monte bajo.

## Administración y política
| Período   | Alcalde                  | Partido |  |
| --------- | ------------------------ | ------- |  |
| 1979-1983 | Valentín Sebastián Alaya | UCD     |  |
| 1983-1987 | Valentín Sebastián Alaya | PSOE    |  |
| 1987-1991 | Valentín Sebastián Alaya | PSOE    |  |
| 1991-1995 | Valentín Sebastián Alaya | PSOE    |  |
| 1995-1999 | Ernesto Gallego García   | PP      |  |
| 1999-2003 | Ernesto Gallego García   | PP      |  |
| 2003-2007 | Ernesto Gallego García   | PP      |  |
| 2007-2011 | Ernesto Gallego García   | PP      |  |
| 2011-2015 | Ernesto Gallego García   | PP      |  |
| 2015-2019 | Iluminada Ustero Pérez   | PP      |  |

| Partido político    | Partido político                                   | 2003   | 2007   | 2011   | 2015   |
| Partido político    | Partido político                                   | Ediles | Ediles | Ediles | Ediles |
|                     | Partido Popular de Aragón (PP)                     | 4      | 4      | 4      | 4      |
|                     | Partido de los Socialistas de Aragón (PSOE-Aragón) | 1      | —      | —      | 1      |
|                     | Partido Aragonés (PAR)                             | —      | 1      | 1      | —      |
|                     | Iniciativa Aragonesa (INAR)                        | —      | —      | —      | —      |
| Total de concejales | Total de concejales                                | 5      | 5      | 5      | 5      |

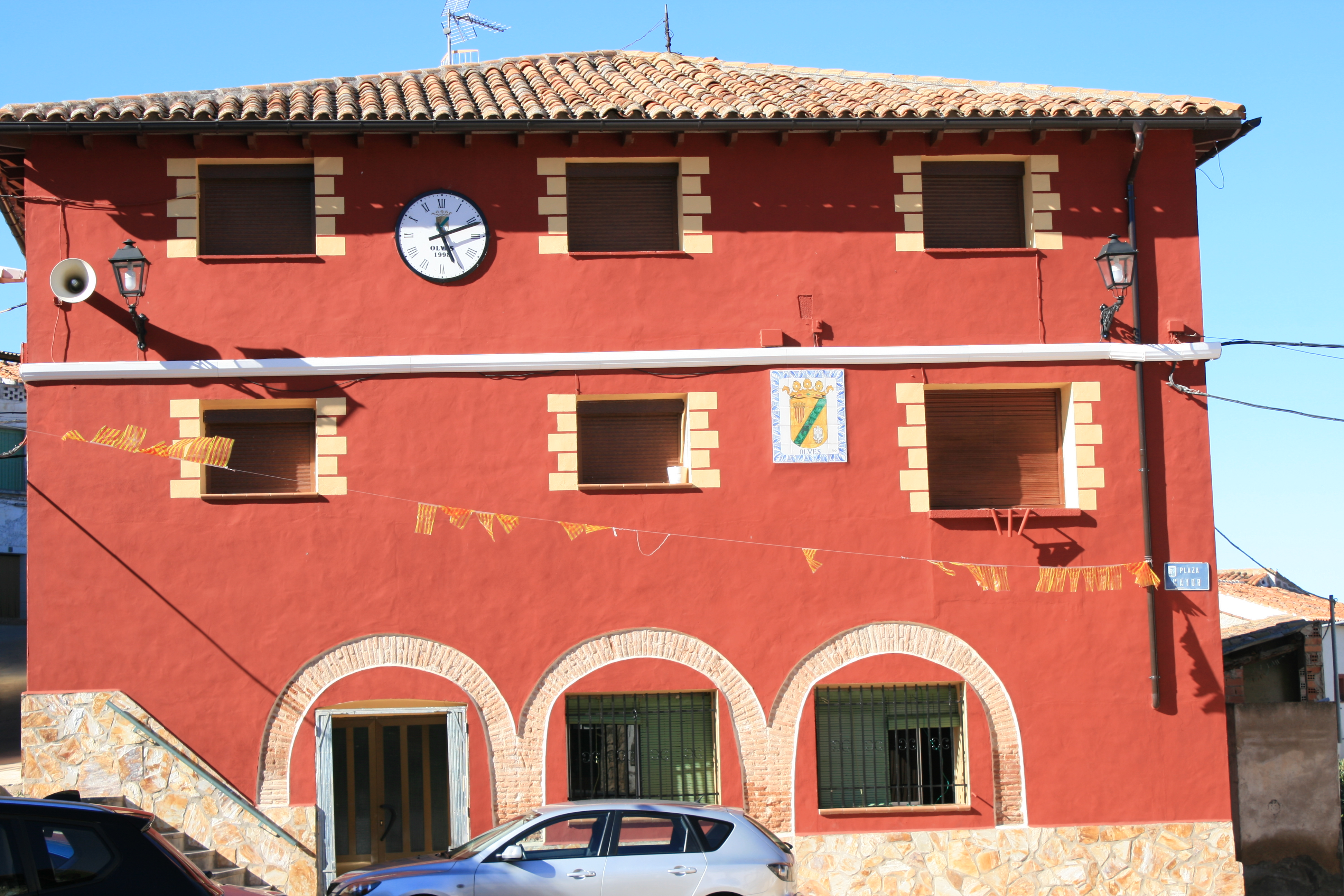
Casa consistorial
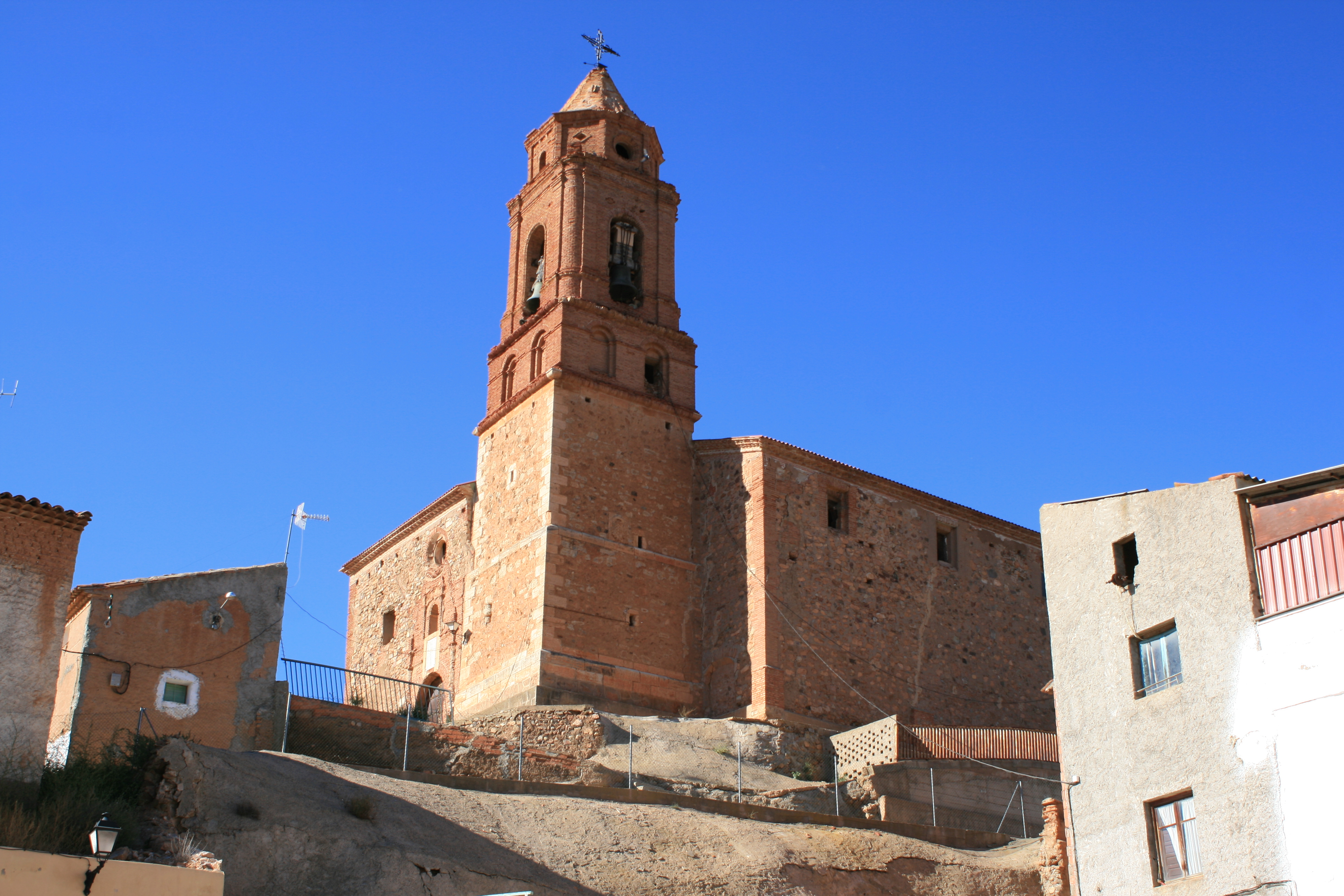
Iglesia de Santa María la Mayor